# Copa Amazonas de Futebol de 1969
A Taça Amazonas de 1969 foi um torneio de caráter oficial realizado pela Federação Amazonense de Futebol para suprir a necessidade de jogos dos clubes de Futebol do Amazonas. O torneio foi vencido pelo Nacional.

## Participantes
O torneio foi disputado pelos mesmos clubes do Campeonato Amazonense de Futebol de 1969, com exceção do Sul América:

## Jogos
.
- 22 de Janeiro de 1969 - Rio Negro 3x1 Rodoviária - Renda: NCr$4.715,00
- 26 de Janeiro de 1969 - São Raimundo 1x1 Olímpico - Renda: NCr$7.212,00
- 29 de Janeiro de 1969 - Fast Clube 2x1 América - Renda: NCr$3.039,00
- 9 de Fevereiro de 1969 - Nacional 4x2 Rodoviária - Renda: NCr$7.924,00
- 12 de Fevereiro de 1969 - Rio Negro 1x1 América - Renda: NCr$5.778,00
- 23 de Fevereiro de 1969 - Fast Clube 4x0 São Raimundo - Renda: NCr$9.466,00
- 26 de Fevereiro de 1969 - Olímpico 2x1 Rodoviária - Renda: NCr$2.862,00
- 2 de Março de 1969 - Nacional 2x0 Olímpico - Renda: NCr$18.936,00
- 5 de Março de 1969 - Rio Negro 2x2 São Raimundo - Renda: NCr$8.712,00
- 12 de Março de 1969 - Fast Clube 2x2 Olímpico - Renda: NCr$7.800,00
- 16 de Março de 1969 - Nacional 1x1 América - Renda: NCr$16.849,00
- 19 de Março de 1969 - Nacional 2x0 São Raimundo - Renda: NCr$16.033,00
- 23 de Março de 1969 - Fast Clube 3×2 Rio Negro - Renda: NCr$15.536,00
- 26 de Março de 1969 - Fast Clube 1×1 Rodoviária - Renda: NCr$5.308,00
- 30 de Março de 1969 - Olímpico 1×0 América - Renda: NCr$5.129,00
- 6 de Abril de 1969 - Rodoviária 4×0 América - Renda: NCr$3.128,00
- 9 de Abril de 1969 - São Raimundo 3×1 América - Renda: NCr$2.094,00
- 13 de Abril de 1969 - Rio Negro 3×0 Olímpico - Renda: NCr$10.219,00
- 16 de Abril de 1969 - Rodoviária 1×1 São Raimundo - Renda: NCr$4.452,00
- 20 de Abril de 1969 - Fast Clube 2×2 Nacional - Estádio Parque Amazonense - Renda: NCr$30.065,00 - Público: 13.577
- 27 de Abril de 1969 - Nacional 0x0 Rio Negro - Estádio Ismael Benigno - Renda: NCr$51.854,00 - Público: 22.000[2][3].

### Classificação
.

## Final
De acordo com o regulamento, o Fast Clube jogaria a final(jogo desempate) com a vantagem do empate, uma vez que, de acordo com a federação, após o decorrer do tempo regulamentar e também prorrogação, seria aclamado campeão a equipe com maior número de gols no torneio..
- 30 de Abril de 1969 - Nacional 3x0 Fast Clube - Estádio Ismael Benigno - Renda: NCr$38.009,00[5][6].

Os times eram:
- Nacional - Marialvo, Pedro Hamilton, Sula(Faustino), Valdomiro e Teo; Mario e Rolinha(Bell); Zezé, Rangel, Pretinho e Pepeta(Marcio).
- Fast Clube - Maneco(Pedro Brasil), Pompeu, Floriano, Zequinha e Nivaldo(Carneiro); Luizinho(Santana), Holanda(Alfredo); Laércio, Edson Piola, Zezinho e Irailton

O Nacional vencia a partida por 2x0 já antes dos 10 minutos de jogo, com dois gols de Rolinha. O último gol da vitória por 3x0 foi feito por Pretinho, o artilheiro da competição. A manchete do Jornal do Comércio do dia 1º de Maio de 1969 dizia o seguinte nos seus primeiros paragrafos:
```
O marcador foi construído ainda na primeira fase: 3x0. O Nacional entrou para liquidar a fatura logo de saída. E o fez porque em dez minutos de jogo, quando muita gente não havia chegado ao estádio, em consequência da dificuldade no trânsito, já o placar estava em 2x0, com toda a coletividade nacionalina pulando nas gerais e no setor de cadeiras, enquanto bandeiras e faixas eram içadas em todo o estádio. Os foguetes, apesar da proibição, explodiam no ar. Era o contentamento de uma torcida que acompanhou o mais popular time do Amazonas até a derradeira batalha
[
7
]
.
```

## Maiores Públicos
- 23.152 - Nacional 0x0 Rio Negro - 27 de Abril de 1969.(Estádio Ismael Benigno)[3][9]
- 18.000(aproximado) - Nacional 3x0 Fast Clube - 30 de Abril de 1969(Estádio Ismael Benigno)
- 13.577 - Fast Clube 2x2 Nacional - 20 de Abril de 1969(Estádio Parque Amazonense)[10].